# العلاقات الدومينيكانية الزيمبابوية
العلاقات الدومينيكانية الزيمبابوية هي العلاقات الثنائية التي تجمع بين جمهورية الدومينيكان وزيمبابوي.

## مقارنة بين البلدين
هذه مقارنة عامة ومرجعية للدولتين:
| وجه المقارنة                                              | جمهورية الدومينيكان | زيمبابوي |
| --------------------------------------------------------- | ------------------- | --- |
| المساحة (كم2)                                             | 48.67 ألف           | 390.76 ألف |
| عدد السكان (نسمة)                                         | 10.40 مليون         | 16.53 مليون |
| الكثافة السكانية (ن./كم²)                                 | 213.68              | 42.3 |
| العاصمة                                                   | سانتو دومينغو       | هراري |
| اللغة الرسمية                                             | اللغة الإسبانية     | لغة إنجليزية، اللغة الشونا، النديبيلية الشمالية ‏، لغة الشيشيوا، Barwe ‏، Kalanga language ‏، Tshwa language ‏، النداو ‏، اللغة التسونجا، لغة الإشارة الزيمبابوية ‏، اللغة السوتية، تونغا ‏، اللغة التسوانية، اللغة الفيندية، اللغة الكوسية |
| العملة                                                    | بيزو دومنيكاني      | دولار أمريكي |
| الناتج المحلي الإجمالي (بليون دولار)                      | 75.93 مليار         | 17.85 مليار |
| الناتج المحلي الإجمالي (تعادل القوة الشرائية) بليون دولار | 149.89 مليار        | 27.88 مليار |
| الناتج المحلي الإجمالي الاسمي للفرد دولار أمريكي          | 6.47 ألف            | 924 |
| الناتج المحلي الإجمالي للفرد دولار أمريكي                 | 13.26 ألف           | 1.79 ألف |
| مؤشر التنمية البشرية                                      | 0.715               | 0.509 |
| رمز المكالمات الدولي                                      | +1809، +1829، +1849 | +263 |
| رمز الإنترنت                                              | .do                 | .zw |
| المنطقة الزمنية                                           | 00                  | ت ع م+02:00 |

## منظمات دولية مشتركة
يشترك البلدان في عضوية مجموعة من المنظمات الدولية، منها:
| علم المنظمة | اسم المنظمة                                 | تاريخ انضمام جمهورية الدومينيكان | تاريخ انضمام زيمبابوي |
| ----------- | ------------------------------------------- | -------------------------------- | --------------------- |
|             | مجموعة دول أفريقيا والكاريبي والمحيط الهادئ | ?                                | ?                     |
|             | مؤسسة التنمية الدولية                       | 16 نوفمبر 1962                   | 29 سبتمبر 1980        |
|             | الأمم المتحدة                               | 24 أكتوبر 1945                   | 25 أغسطس 1980         |
|             | منظمة التجارة العالمية                      | ?                                | ?                     |
|             | منظمة الشرطة الجنائية الدولية               | ?                                | ?                     |
|             | البنك الدولي للإنشاء والتعمير               | 18 سبتمبر 1961                   | 29 سبتمبر 1980        |
|             | الاتحاد البريدي العالمي                     | ?                                | ?                     |
|             | منظمة حظر الأسلحة الكيميائية                | ?                                | ?                     |
|             | مؤسسة التمويل الدولية                       | 31 أكتوبر 1961                   | 29 سبتمبر 1980        |
|             | وكالة ضمان الاستثمار متعدد الأطراف          | 7 مارس 1997                      | 10 أبريل 1992         |
|             | يونسكو                                      | 4 نوفمبر 1946                    | 22 سبتمبر 1980        |

## وصلات خارجية
- موقع وزارة الخارجية الزيمبابوية